# Кадылык
Кадылы́к (осман. قاضيلق‎; тур. kadılık, крымскотат. qadılıq) — судебный округ, самая мелкая административно-территориальная единица Османского государства. Судебную власть в кадылыке осуществлял шариатский судья — кади.

## Кадылыки в Крыму
После завоевания генуэзских колоний и княжества Феодоро в 1475 году их бывшая территория была поделена на 5 кадылыков: Кефинский, Судакский, Керченский, Мангупский и Балаклавский, которые наряду с двумя кадылыками за пределами Крымского полуострова (Азакский и Таманский) составляли Кефинский эялет.